# Déols
Déols – miejscowość i gmina we Francji, w Regionie Centralnym, w departamencie Indre.
Według danych na rok 1990 gminę zamieszkiwało 7875 osób, a gęstość zaludnienia wynosiła 248 osób/km² (wśród 1842 gmin Centre, Déols plasuje się na 38. miejscu pod względem liczby ludności, natomiast pod względem powierzchni na miejscu 311.).